# Träskkanin
Träskkanin (Sylvilagus palustris) är en däggdjursart som först beskrevs av John Bachman 1837.  Träskkaninen ingår i släktet bomullssvanskaniner och familjen harar och kaniner. Internationella naturvårdsunionen kategoriserar arten globalt som livskraftig. Namnet Sylvilagus palustris kommer från latin och betyder skogshare från marskland.

## Utseende
Arten når med svans en längd av cirka 43,6 cm och alla svanskotor tillsammans är 3,3 cm långa. Kaninen har cirka 9 cm långa bakben och ungefär 5 cm långa öron. Träskkaninen har liksom kärrkaninen en mörkbrun päls på ovansidan men den är mindre, har smalare bakfötter och svansens undersida är mörk rödbrun. Även fötterna har en rödaktig skugga. På bukens mitt förekommer vit päls och andra delar av undersidan är ljusbruna.

## Utbredning
Denna bomullssvanskanin förekommer i sydöstra USA från södra Virginia till Alabama och Florida. Habitatet utgörs av marksland med bräckt vatten samt andra träskmarker. Djuret uppsöker även odlingsmark.

## Ekologi
Växtlivet i utbredningsområdet domineras av träd som kungsmagnolia (Magnolia grandiflora), Nyssa sylvatica, Liquidambar styraciflua samt av arter från hallonsläktet (Rubus). Träskkaninen äter olika gröna växter som den hittar regionen. Exemplar som hölls i fångenskap matades framgångsrik med örter och vattenväxter. De åt även potatis och morötter. Individerna som inte hade tillgång till en träskmarkliknande bur dog efter 3 till 9 dagar.
Individerna är aktiva på natten. De sover på dagen i ett gömställe. Till exempel kan de med hjälp av sina klor skapa en 30 cm djup grop i leran. Liksom kärrkaninen men i motsats till flera andra kaniner har arten bra simförmåga. Arten undviker även en hoppande rörelse. Den går främst långsamt på fyra fötter.  Honor kan bli brunstiga under alla årstider och vanligen förekommer sex eller sju kullar per år med tre till fem ungar per kull. Dräktighetstiden för honorna ligger på mellan 30 och 37 dagar. Boet för ungarna fodras med gräs och hår.
Denna bomullssvanskanin jagas av ugglor, rovfåglar, medelstora rovdjur, alligatorer och större ormar. De flesta individer dör däremot i samband med buskbränder eller de dödas av hundar.

## Underarter
Arten delas in i följande underarter:
- S. p. palustris
- S. p. hefneri
- S. p. paludicola